# گلدن ۱ سنتر
گلدن ۱ سنتر (انگلیسی: Golden 1 Center) یک سالن ورزشی سرپوشیده در ساکرامنتو، کالیفرنیا، ایالات متحده آمریکا است.
این سالن که در سال ۲۰۱۶ تأسیس شده برای مسابقات بسکتبال، هاکی روی یخ و کنسرت‌های موسیقی مورد استفاده قرار می‌گیرد.